# لوكيوس الأول
لوكيوس الأول هو بابا الكنيسة الكاثوليكية الثاني والعشرين وقديس وفق المعتقدات المسيحية، كان أسقف روما بين 25 يونيو 253 حتى وفاته في 5 مارس 254، خلفًا للبابا كورنيلوس.
ولد القديس لوكيوس في روما وتاريخ مولده غير معروف، ولا يعرف شيء عن أسرته باستثناء اسم والده وهو بورباريوس. انتخب على الارجح في 25 يونيو عام 253، وتوفي في 5 مارس عام 254. بدأ انتخابه أثناء فترة الاضطهاد الذي تسبب في نفي سلفه البابا كورنيليوس، وقد تم نفيه بعد وقت قصير من تتويجه كبابا، ولكنه نجح في الحصول على إذن بالعودة.
يتم الاحتفال في يوم تذكاره في 5 مارس.
لم بظهر عيده في التقويم الترنيدني الذي قام بانشائه البابا بيوس الخامس. في عام 1602 تم ادراج العيد في تاريخ 4 مارس في تقويم القديسين.